# Miha Mevlja
Miha Mevlja (Lubiana, 12 giugno 1990) è un ex calciatore sloveno, di ruolo difensore.

## Biografia
È il fratello gemello di Nejc Mevlja, calciatore dello Sciaffusa.

## Statistiche

### Presenze e reti nei club
Statistiche aggiornate al 20 dicembre 2017.
| Stagione               | Squadra                | Campionato             | Campionato | Campionato | Coppe nazionali | Coppe nazionali | Coppe nazionali | Coppe continentali | Coppe continentali | Coppe continentali | Altre coppe | Altre coppe | Altre coppe | Totale | Totale |
| Stagione               | Squadra                | Comp                   | Pres       | Reti       | Comp            | Pres            | Reti            | Comp               | Pres               | Reti               | Comp        | Pres        | Reti        | Pres   | Reti   |
| ---------------------- | ---------------------- | ---------------------- | ---------- | ---------- | --------------- | --------------- | --------------- | ------------------ | ------------------ | ------------------ | ----------- | ----------- | ----------- | ------ | ------ |
| 2009-2010              | Gorica                 | 1. SNL                 | 14         | 1          | CS              | 2               | 0               | -                  | -                  | -                  | -           | -           | -           | 16     | 1      |
| 2010-2011              | Gorica                 | 1. SNL                 | 34         | 3          | CS              | 3               | 0               | UEL                | 2                  | 0                  | -           | -           | -           | 39     | 3      |
| 2011-2012              | Gorica                 | 1. SNL                 | 28         | 1          | CS              | 3               | 0               | -                  | -                  | -                  | -           | -           | -           | 31     | 3      |
| 2012-2013              | Gorica                 | 1. SNL                 | 33         | 0          | CS              | 3               | 0               | -                  | -                  | -                  | -           | -           | -           | 36     | 0      |
| Totale Gorica          | Totale Gorica          | Totale Gorica          | 109        | 5          |                 | 11              | 0               |                    | 2                  | 0                  |             | -           | -           | 122    | 5      |
| 2013-2014              | Losanna                | SL                     | 30         | 1          | CS              | 4               | 0               | -                  | -                  | -                  | -           | -           | -           | 34     | 1      |
| 2014-2015              | Bnei Sakhnin           | LH                     | 22         | 0          | CI+CT           | 0+6             | 0               | -                  | -                  | -                  | -           | -           | -           | 28     | 0      |
| 2015-2016              | Dinamo Bucarest        | L1                     | 25+10      | 3          | CR+CL           | 6+4             | 0               | -                  | -                  | -                  | -           | -           | -           | 45     | 0      |
| lug.-ago. 2016         | Dinamo Bucarest        | L1                     | 6          | 0          | CR+CL           | 0+1             | 0               | -                  | -                  | -                  | -           | -           | -           | 7      | 0      |
| Totale Dinamo Bucarest | Totale Dinamo Bucarest | Totale Dinamo Bucarest | 41         | 0          |                 | 11              | 0               |                    | -                  | -                  |             | -           | -           | 52     | 0      |
| ago. 2016-2017         | Rostov                 | PL                     | 21         | 0          | CR              | 0               | 0               | UCL+UEL            | 6+4                | 0+1                | -           | -           | -           | 31     | 1      |
| lug.-ago. 2017         | Rostov                 | PL                     | 8          | 1          | CR              | 0               | 0               | -                  | -                  | -                  | -           | -           | -           | 8      | 1      |
| ago. 2017-2018         | Zenit San Pietroburgo  | PL                     | 18         | 0          | CR              | 1               | 0               | UEL                | 10                 | 0                  | -           | -           | -           | 29     | 0      |
| 2018-feb. 2019         | Zenit San Pietroburgo  | PL                     | 6          | 0          | CR              | 1               | 0               | UEL                | 7                  | 1                  | -           | -           | -           | 14     | 1      |
| Totale Zenit           | Totale Zenit           | Totale Zenit           | 24         | 0          |                 | 2               | 0               |                    | 17                 | 1                  |             | -           | -           | 43     | 1      |
| feb.-giu. 2019         | Rostov                 | PL                     | 7          | 1          | CR              | 1               | 0               | -                  | -                  | -                  | -           | -           | -           | 8      | 1      |
| Totale Rostov          | Totale Rostov          | Totale Rostov          | 36         | 2          |                 | 1               | 0               |                    | 10                 | 1                  |             | -           | -           | 47     | 3      |
| 2019-2020              | Soči                   | PL                     | 19         | 1          | CR              | 1               | 0               | -                  | -                  | -                  | -           | -           | -           | 20     | 1      |
| 2020-2021              | Soči                   | PL                     | 29         | 3          | CR              | 2               | 0               | -                  | -                  | -                  | -           | -           | -           | 31     | 3      |
| Totale Soči            | Totale Soči            | Totale Soči            | 48         | 4          |                 | 3               | 0               |                    | -                  | -                  |             | -           | -           | 51     | 4      |
| 2021-2022              | Alanyaspor             | SL                     | 14         | 0          | TK              | 2               | 0               | -                  | -                  | -                  | -           | -           | -           | 16     | 0      |
| Totale carriera        | Totale carriera        | Totale carriera        | 324        | 12         |                 | 40              | 0               |                    | 29                 | 2                  |             | -           | -           | 393    | 14     |

### Cronologia presenze e reti in Nazionale
| Cronologia completa delle presenze e delle reti in nazionale ― Slovenia | Cronologia completa delle presenze e delle reti in nazionale ― Slovenia | Cronologia completa delle presenze e delle reti in nazionale ― Slovenia | Cronologia completa delle presenze e delle reti in nazionale ― Slovenia | Cronologia completa delle presenze e delle reti in nazionale ― Slovenia | Cronologia completa delle presenze e delle reti in nazionale ― Slovenia | Cronologia completa delle presenze e delle reti in nazionale ― Slovenia | Cronologia completa delle presenze e delle reti in nazionale ― Slovenia |
| Data                                                                    | Città                                                                   | In casa                                                                 | Risultato                                                               | Ospiti                                                                  | Competizione                                                            | Reti                                                                    | Note                                                                    |
| ----------------------------------------------------------------------- | ----------------------------------------------------------------------- | ----------------------------------------------------------------------- | ----------------------------------------------------------------------- | ----------------------------------------------------------------------- | ----------------------------------------------------------------------- | ----------------------------------------------------------------------- | ----------------------------------------------------------------------- |
| 5-6-2016                                                                | Lubiana                                                                 | Slovenia                                                                | 0 – 1                                                                   | Turchia                                                                 | Amichevole                                                              | -                                                                       | 50’                                                                     |
| 8-10-2016                                                               | Lubiana                                                                 | Slovenia                                                                | 1 – 0                                                                   | Slovacchia                                                              | Qual. Mondiali 2018                                                     | -                                                                       | 90+1’                                                                   |
| 11-10-2016                                                              | Lubiana                                                                 | Slovenia                                                                | 0 – 0                                                                   | Inghilterra                                                             | Qual. Mondiali 2018                                                     | -                                                                       | 68’                                                                     |
| 14-11-2016                                                              | Breslavia                                                               | Polonia                                                                 | 1 – 1                                                                   | Slovenia                                                                | Amichevole                                                              | 1                                                                       |                                                                         |
| 10-6-2017                                                               | Lubiana                                                                 | Slovenia                                                                | 2 – 0                                                                   | Malta                                                                   | Qual. Mondiali 2018                                                     | -                                                                       |                                                                         |
| 1-9-2017                                                                | Trnava                                                                  | Slovacchia                                                              | 1 – 0                                                                   | Slovenia                                                                | Qual. Mondiali 2018                                                     | -                                                                       |                                                                         |
| 4-9-2017                                                                | Lubiana                                                                 | Slovenia                                                                | 4 – 0                                                                   | Lituania                                                                | Qual. Mondiali 2018                                                     | -                                                                       |                                                                         |
| 5-10-2017                                                               | Londra                                                                  | Inghilterra                                                             | 1 – 0                                                                   | Slovenia                                                                | Qual. Mondiali 2018                                                     | -                                                                       | 45’                                                                     |
| 8-10-2017                                                               | Lubiana                                                                 | Slovenia                                                                | 2 – 2                                                                   | Scozia                                                                  | Qual. Mondiali 2018                                                     | -                                                                       |                                                                         |
| 23-3-2018                                                               | Klagenfurt                                                              | Austria                                                                 | 3 – 0                                                                   | Slovenia                                                                | Amichevole                                                              | -                                                                       |                                                                         |
| 2-6-2018                                                                | Podgorica                                                               | Montenegro                                                              | 0 – 2                                                                   | Slovenia                                                                | Amichevole                                                              | -                                                                       | 73’                                                                     |
| 6-9-2018                                                                | Lubiana                                                                 | Slovenia                                                                | 1 – 2                                                                   | Bulgaria                                                                | UEFA Nations League 2018-2019 - 1º turno                                | -                                                                       |                                                                         |
| 9-9-2018                                                                | Nicosia                                                                 | Cipro                                                                   | 2 – 1                                                                   | Slovenia                                                                | UEFA Nations League 2018-2019 - 1º turno                                | -                                                                       |                                                                         |
| 13-10-2018                                                              | Oslo                                                                    | Norvegia                                                                | 1 – 0                                                                   | Slovenia                                                                | UEFA Nations League 2018-2019 - 1º turno                                | -                                                                       |                                                                         |
| 16-10-2018                                                              | Lubiana                                                                 | Slovenia                                                                | 1 – 1                                                                   | Cipro                                                                   | UEFA Nations League 2018-2019 - 1º turno                                | -                                                                       | 88’                                                                     |
| 16-11-2018                                                              | Lubiana                                                                 | Slovenia                                                                | 1 – 1                                                                   | Norvegia                                                                | UEFA Nations League 2018-2019 - 1º turno                                | -                                                                       |                                                                         |
| 19-11-2018                                                              | Sofia                                                                   | Bulgaria                                                                | 1 – 1                                                                   | Slovenia                                                                | UEFA Nations League 2018-2019 - 1º turno                                | -                                                                       |                                                                         |
| 21-3-2019                                                               | Haifa                                                                   | Israele                                                                 | 1 – 1                                                                   | Slovenia                                                                | Qual. Euro 2020                                                         | -                                                                       |                                                                         |
| 24-3-2019                                                               | Lubiana                                                                 | Slovenia                                                                | 1 – 1                                                                   | Macedonia del Nord                                                      | Qual. Euro 2020                                                         | -                                                                       |                                                                         |
| 7-6-2019                                                                | Vienna                                                                  | Austria                                                                 | 1 – 0                                                                   | Slovenia                                                                | Qual. Euro 2020                                                         | -                                                                       |                                                                         |
| 10-6-2019                                                               | Riga                                                                    | Lettonia                                                                | 0 – 5                                                                   | Slovenia                                                                | Qual. Euro 2020                                                         | -                                                                       |                                                                         |
| 6-9-2019                                                                | Lubiana                                                                 | Slovenia                                                                | 2 – 0                                                                   | Polonia                                                                 | Qual. Euro 2020                                                         | -                                                                       |                                                                         |
| 9-9-2019                                                                | Lubiana                                                                 | Slovenia                                                                | 3 – 2                                                                   | Israele                                                                 | Qual. Euro 2020                                                         | -                                                                       |                                                                         |
| 10-10-2019                                                              | Skopje                                                                  | Macedonia del Nord                                                      | 2 – 1                                                                   | Slovenia                                                                | Qual. Euro 2020                                                         | -                                                                       |                                                                         |
| 13-10-2019                                                              | Lubiana                                                                 | Slovenia                                                                | 0 – 1                                                                   | Austria                                                                 | Qual. Euro 2020                                                         | -                                                                       |                                                                         |
| 16-11-2019                                                              | Lubiana                                                                 | Slovenia                                                                | 1 – 0                                                                   | Lettonia                                                                | Qual. Euro 2020                                                         | -                                                                       |                                                                         |
| 19-11-2019                                                              | Varsavia                                                                | Polonia                                                                 | 3 – 2                                                                   | Slovenia                                                                | Qual. Euro 2020                                                         | -                                                                       |                                                                         |
| 3-9-2020                                                                | Lubiana                                                                 | Slovenia                                                                | 0 – 0                                                                   | Grecia                                                                  | UEFA Nations League 2020-2021 - 1º turno                                | -                                                                       |                                                                         |
| 6-9-2020                                                                | Lubiana                                                                 | Slovenia                                                                | 1 – 0                                                                   | Moldavia                                                                | UEFA Nations League 2020-2021 - 1º turno                                | -                                                                       |                                                                         |
| 11-10-2020                                                              | Pristina                                                                | Kosovo                                                                  | 0 – 1                                                                   | Slovenia                                                                | UEFA Nations League 2020-2021 - 1º turno                                | -                                                                       |                                                                         |
| 14-10-2020                                                              | Chișinău                                                                | Moldavia                                                                | 0 – 4                                                                   | Slovenia                                                                | UEFA Nations League 2020-2021 - 1º turno                                | -                                                                       |                                                                         |
| 11-11-2020                                                              | Lubiana                                                                 | Slovenia                                                                | 0 – 0                                                                   | Azerbaigian                                                             | Amichevole                                                              | -                                                                       |                                                                         |
| 15-11-2020                                                              | Lubiana                                                                 | Slovenia                                                                | 2 – 1                                                                   | Kosovo                                                                  | UEFA Nations League 2020-2021 - 1º turno                                | -                                                                       | 64’                                                                     |
| 18-11-2020                                                              | Atene                                                                   | Grecia                                                                  | 0 – 0                                                                   | Slovenia                                                                | UEFA Nations League 2020-2021 - 1º turno                                | -                                                                       |                                                                         |
| 24-3-2021                                                               | Lubiana                                                                 | Slovenia                                                                | 1 – 0                                                                   | Croazia                                                                 | Qual. Mondiali 2022                                                     | -                                                                       | 77’                                                                     |
| 27-3-2021                                                               | Soči                                                                    | Russia                                                                  | 2 – 1                                                                   | Slovenia                                                                | Qual. Mondiali 2022                                                     | -                                                                       | 12’                                                                     |
| 1-6-2021                                                                | Skopje                                                                  | Macedonia del Nord                                                      | 1 – 1                                                                   | Slovenia                                                                | Amichevole                                                              | -                                                                       |                                                                         |
| 4-6-2021                                                                | Capodistria                                                             | Slovenia                                                                | 6 – 0                                                                   | Gibilterra                                                              | Amichevole                                                              | -                                                                       |                                                                         |
| 1-9-2021                                                                | Lubiana                                                                 | Slovenia                                                                | 1 – 1                                                                   | Slovacchia                                                              | Qual. Mondiali 2022                                                     | -                                                                       |                                                                         |
| 4-9-2021                                                                | Lubiana                                                                 | Slovenia                                                                | 1 – 0                                                                   | Malta                                                                   | Qual. Mondiali 2022                                                     | -                                                                       |                                                                         |
| 7-9-2021                                                                | Spalato                                                                 | Croazia                                                                 | 3 – 0                                                                   | Slovenia                                                                | Qual. Mondiali 2022                                                     | -                                                                       |                                                                         |
| 8-10-2021                                                               | Ta' Qali                                                                | Malta                                                                   | 0 – 4                                                                   | Slovenia                                                                | Qual. Mondiali 2022                                                     | -                                                                       |                                                                         |
| 11-10-2021                                                              | Maribor                                                                 | Slovenia                                                                | 1 – 2                                                                   | Russia                                                                  | Qual. Mondiali 2022                                                     | -                                                                       |                                                                         |
| 11-11-2021                                                              | Trnava                                                                  | Slovacchia                                                              | 2 – 2                                                                   | Slovenia                                                                | Qual. Mondiali 2022                                                     | 1                                                                       |                                                                         |
| 29-3-2022                                                               | Al Rayyan                                                               | Qatar                                                                   | 0 – 0                                                                   | Slovenia                                                                | Amichevole                                                              | -                                                                       |                                                                         |
| 2-6-2022                                                                | Lubiana                                                                 | Slovenia                                                                | 0 – 2                                                                   | Svezia                                                                  | UEFA Nations League 2022-2023 - 1º turno                                | -                                                                       | 76’                                                                     |
| 5-6-2022                                                                | Belgrado                                                                | Serbia                                                                  | 4 – 1                                                                   | Slovenia                                                                | UEFA Nations League 2022-2023 - 1º turno                                | -                                                                       | 79’                                                                     |
| 9-6-2022                                                                | Oslo                                                                    | Norvegia                                                                | 0 – 0                                                                   | Slovenia                                                                | UEFA Nations League 2022-2023 - 1º turno                                | -                                                                       | 81’                                                                     |
| 12-6-2022                                                               | Lubiana                                                                 | Slovenia                                                                | 2 – 2                                                                   | Serbia                                                                  | UEFA Nations League 2022-2023 - 1º turno                                | -                                                                       | 84’                                                                     |
| 17-11-2022                                                              | Cluj-Napoca                                                             | Romania                                                                 | 1 – 2                                                                   | Slovenia                                                                | Amichevole                                                              | -                                                                       | 46’ 86’                                                                 |
| Totale                                                                  |                                                                         | Presenze                                                                | 50                                                                      |                                                                         | Reti                                                                    | 2                                                                       |                                                                         |